# Stübben (Solingen)
Stübben ist ein aus einer Hofschaft hervorgegangener Wohnplatz in der bergischen Großstadt Solingen.

## Geographie
Stübben liegt im Solinger Stadtteil Wald, die einstige Hofschaft lag im Kreuzungsbereich der heutigen Wittkuller und der Stübbener Straße im Norden des Walder Ortskerns. Östlich befinden sich Delle und Strauch mit dem alten Walder Bahnhof sowie der Trasse der Korkenzieherbahn. Im Süden befinden sich Sorgenhaus, Henshaus und angrenzend das Fabrikareal der VS Guss AG. In östlicher Richtung verläuft die Wittkuller Straße über den Felder Hof. Nördlich liegen Schneppert und Westersburg.

## Etymologie
Das Bergische Land war in früheren Zeiten dicht bewaldet. Um ein bestimmtes Gebiet urbar zu machen, musste es zunächst durch Rodung oder Fällung von den Bäumen befreit werden. Die dabei zurückbleibenden Baumstümpfe hießen mundartlich Stubben (vergleiche auch den Flurnamen Stöcken). Der Ortsname Stübben bezeichnet daher einen bei den Baumstümpfen gegründeten Bauernhof.

## Geschichte
Nachweisbar ist Stübben seit dem frühen 18. Jahrhundert. Im Jahre 1715 ist der Ort in der Karte Topographia Ducatus Montani, Blatt Amt Solingen, von Erich Philipp Ploennies mit einer Hofstelle verzeichnet und als Stubben benannt. Der Ort gehörte zur Honschaft Itter innerhalb des Amtes Solingen. Die Topographische Aufnahme der Rheinlande von 1824 verzeichnet den Ort noch ohne Namen, die Preußische Uraufnahme von 1844 bezeichnet ihn als Stübben. In der Topographischen Karte des Regierungsbezirks Düsseldorf von 1871 ist der Ort ebenfalls ohne Namen verzeichnet.
Nach Gründung der Mairien und späteren Bürgermeistereien Anfang des 19. Jahrhunderts gehörte der Ort zur Bürgermeisterei Wald, dort lag er in der Flur I. (Wittkull). 1815/16 lebten 26, im Jahr 1830 29 Menschen im als Weiler bezeichneten Stübben. 1832 war der Ort Teil der Zweiten Dorfhonschaft innerhalb der Bürgermeisterei Wald. Der nach der Statistik und Topographie des Regierungsbezirks Düsseldorf als Hofstadt kategorisierte Ort besaß zu dieser Zeit sechs Wohnhäuser und fünf landwirtschaftliche Gebäude. Zu dieser Zeit lebten 26 Einwohner im Ort, allesamt evangelischen Bekenntnisses. Die Gemeinde- und Gutbezirksstatistik der Rheinprovinz führt den Ort 1871 mit acht Wohnhäusern und 51 Einwohnern auf. Im Gemeindelexikon für die Provinz Rheinland von 1888 werden für Stübben 13 Wohnhäuser mit 95 Einwohnern angegeben.
Im Jahre 1887 wurde am Ort vorbei die Bahnstrecke Solingen–Wuppertal-Vohwinkel trassiert. Ab dem späten 19. Jahrhundert verlor der Ort seine eigenständige Lage als Hofschaft und ging in den nach Norden expandierenden Wohn- und Gewerbegebieten des Walders Kernorts lückenlos auf. Viele Gebäude der Hofschaft wurden abgerissen, als im Zuge der Eröffnung des Walder Bahnhofes 1887 die Wilhelmstraße (heute ein Teil der Wittkuller Straße) zwischen dem Bahnhof und der Kreuzung Stübbener Straße durch den Ort gebaut wurde.
Mit der Städtevereinigung zu Groß-Solingen im August 1929 wurde Stübben ein Ortsteil Solingens. Der Ortsname ist heute nicht mehr gebräuchlich, auf ihn weist in heutigen Stadtplänen nur noch die Stübbener Straße hin. Einzelne bergische Schieferhäuser der einstigen Hofschaft aus der Mitte des 19. Jahrhunderts stehen allerdings noch heute an der Straße.